# Снежный замок (Кеми)
Снежный замок — ледяной отель, ежегодно возводимый в городе Кеми, Финляндия. Самый большой ледяной отель в мире.

## Описание
Впервые ледяной отель в городе Кеми был построен в 1996 году и привлёк 300 тысяч посетителей. В течение нескольких лет Снежный замок возводился в городской гавани Кеми, в 2017 году было выбрано новое место — городской парк.
Площадь, занимаемая замком, в различные годы составляла от 13 до 20 тысяч квадратных метров. Башни замка порой достигали более 20 метров в высоту, его стены — более 1000 метров в длину, а сам замок имел до трех этажей. Каждый год замок возводится по новому плану, но традиционно включает в себя три части: часовню, ресторан и гостиницу. Оформление интерьеров отеля посвящено героям анимационных фильмов.
- Ресторан имеет ледяные столы и сиденья, покрытые оленьим мехом, а также ледяные скульптуры.
- В часовне с 50-100 посадочными местами проходили многочисленные свадьбы, в том числе пар из Японии и Гонконга.
- Отель предлагает на выбор двухместные номера и номера люкс для новобрачных, каждый из которых оформлен местными художниками с использованием местных материалов.

В разные годы в отеле также оборудовался театр и проводились ледовые художественные выставки со светом и звуковыми эффектами; в снежном замке Кеми выступали многие известные оперные певцы и танцоры.

## Галерея

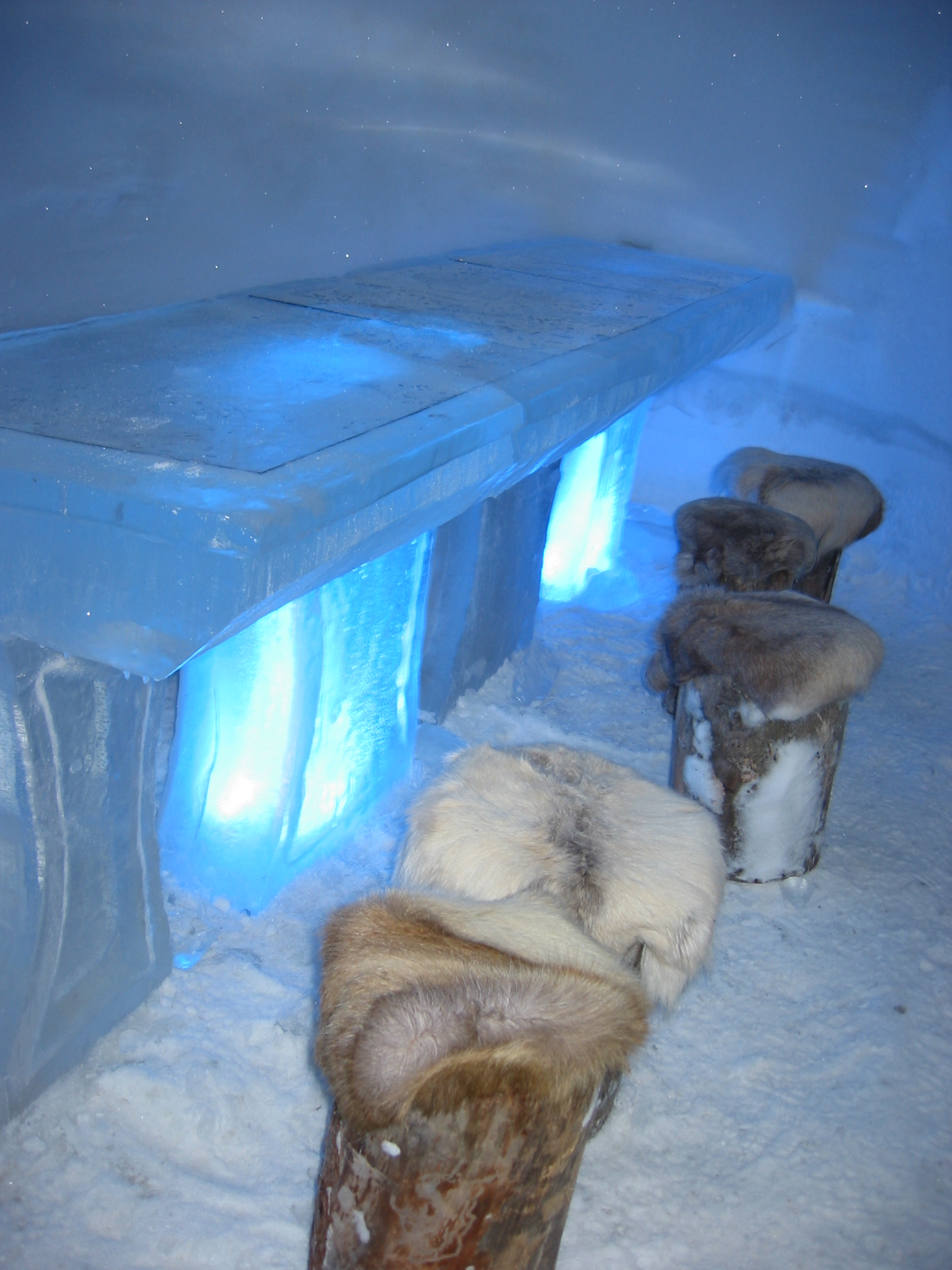
Ресторан в 2006 году
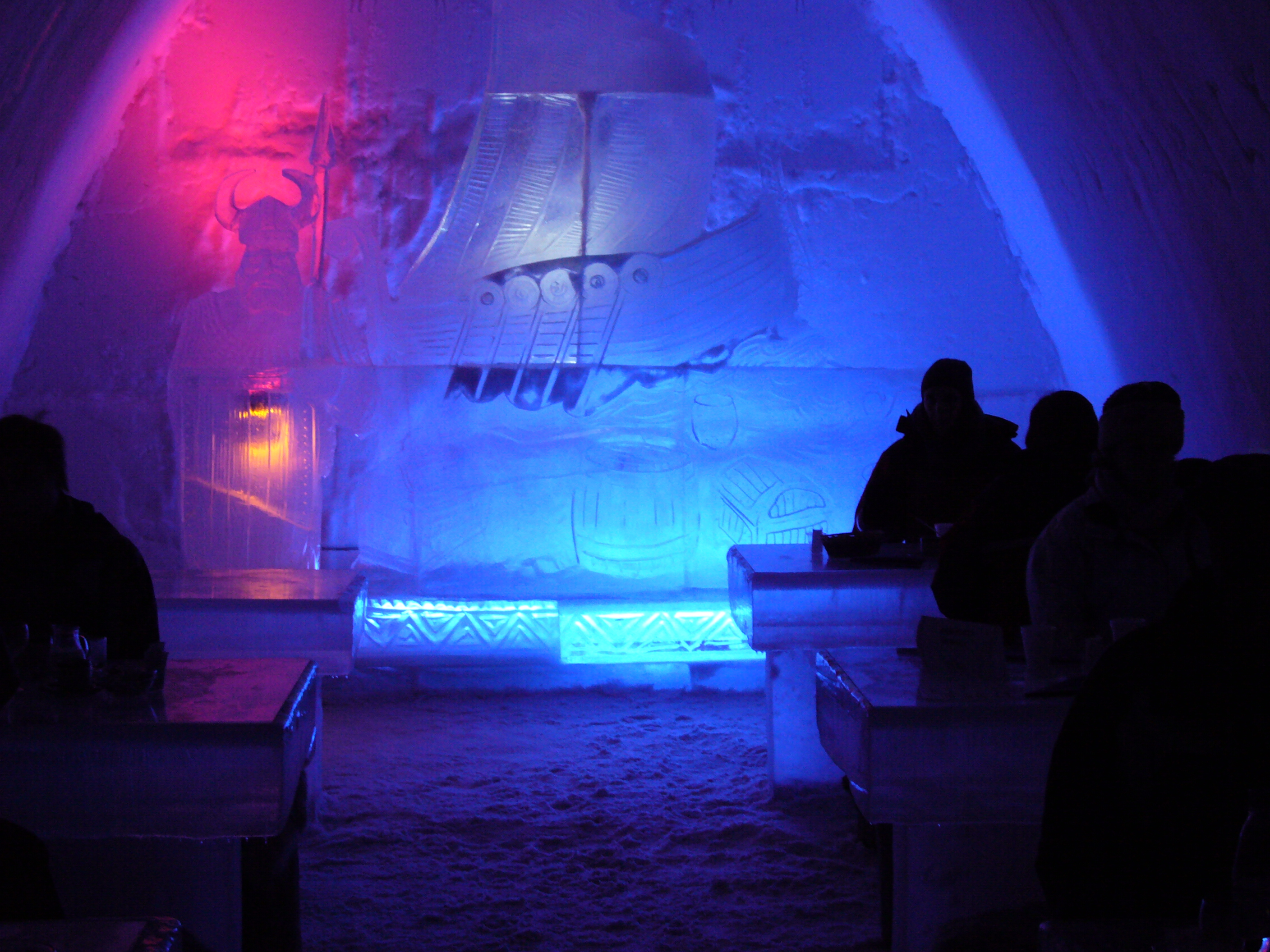
Бар в 2007
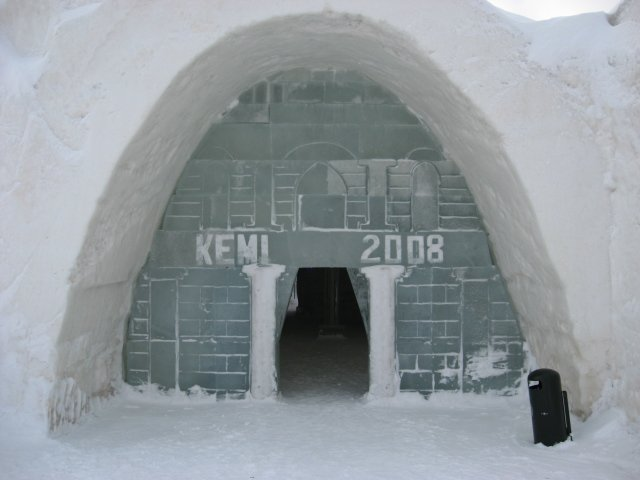
Отель в 2008
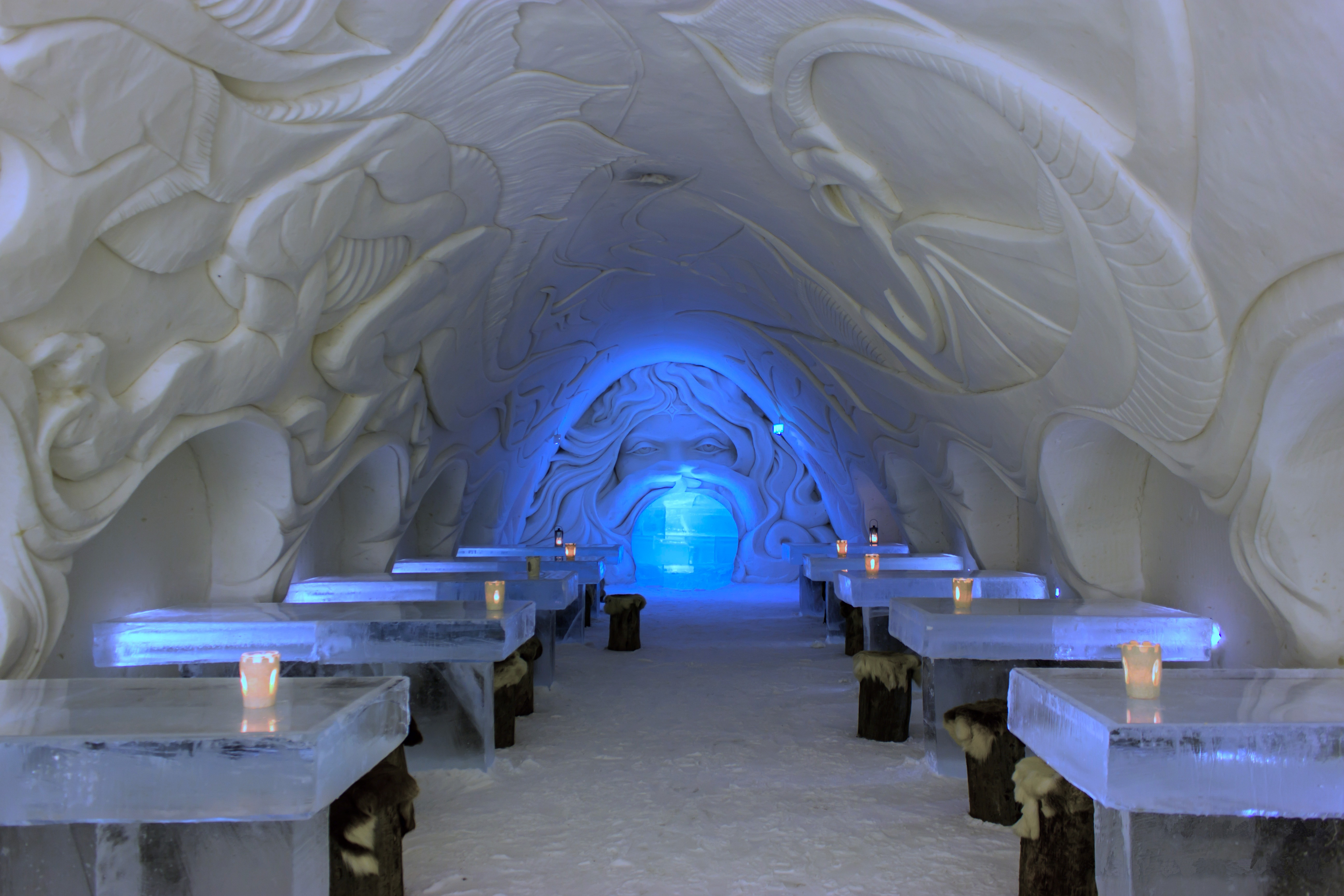
Отель в 2013
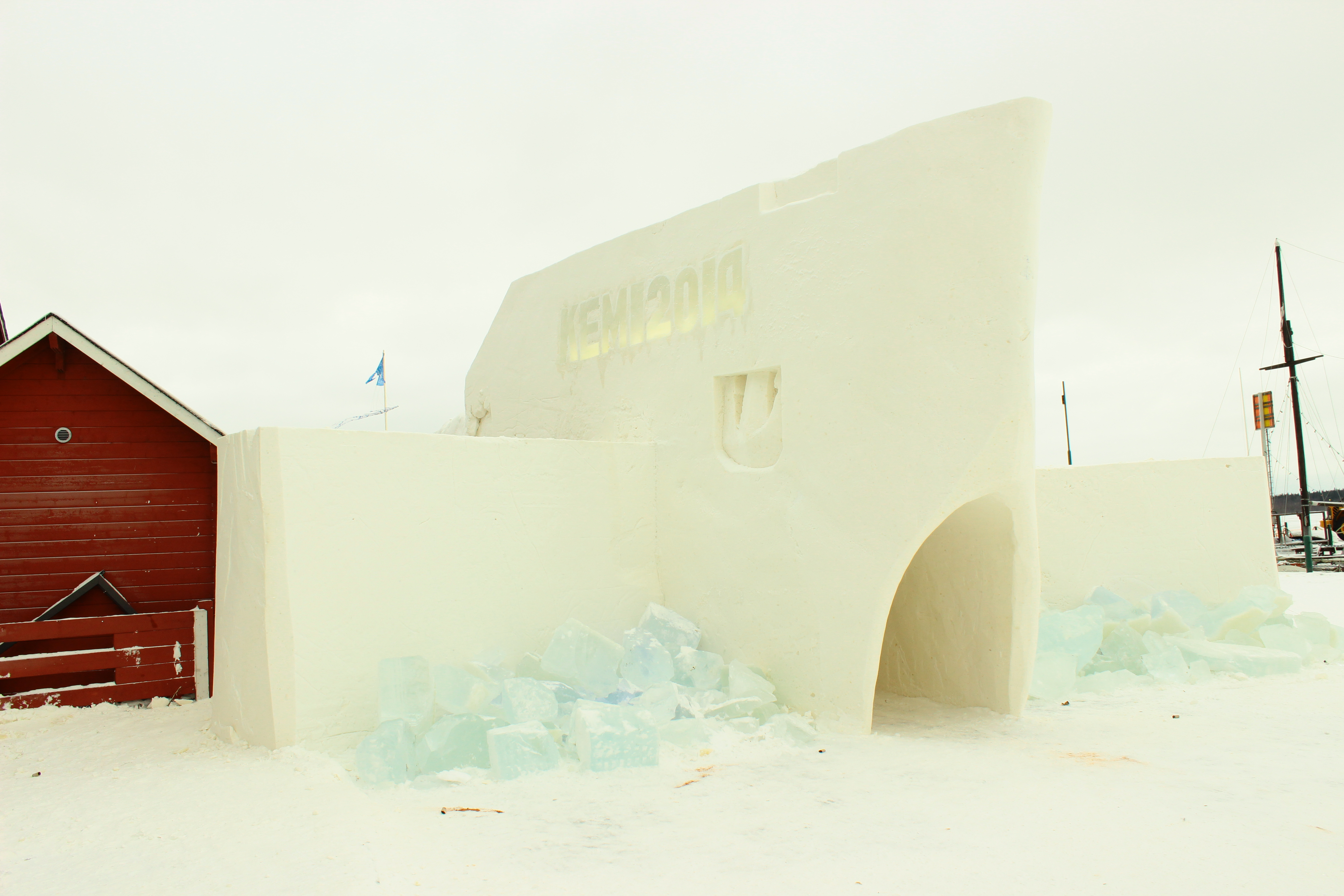
Отель в 2014
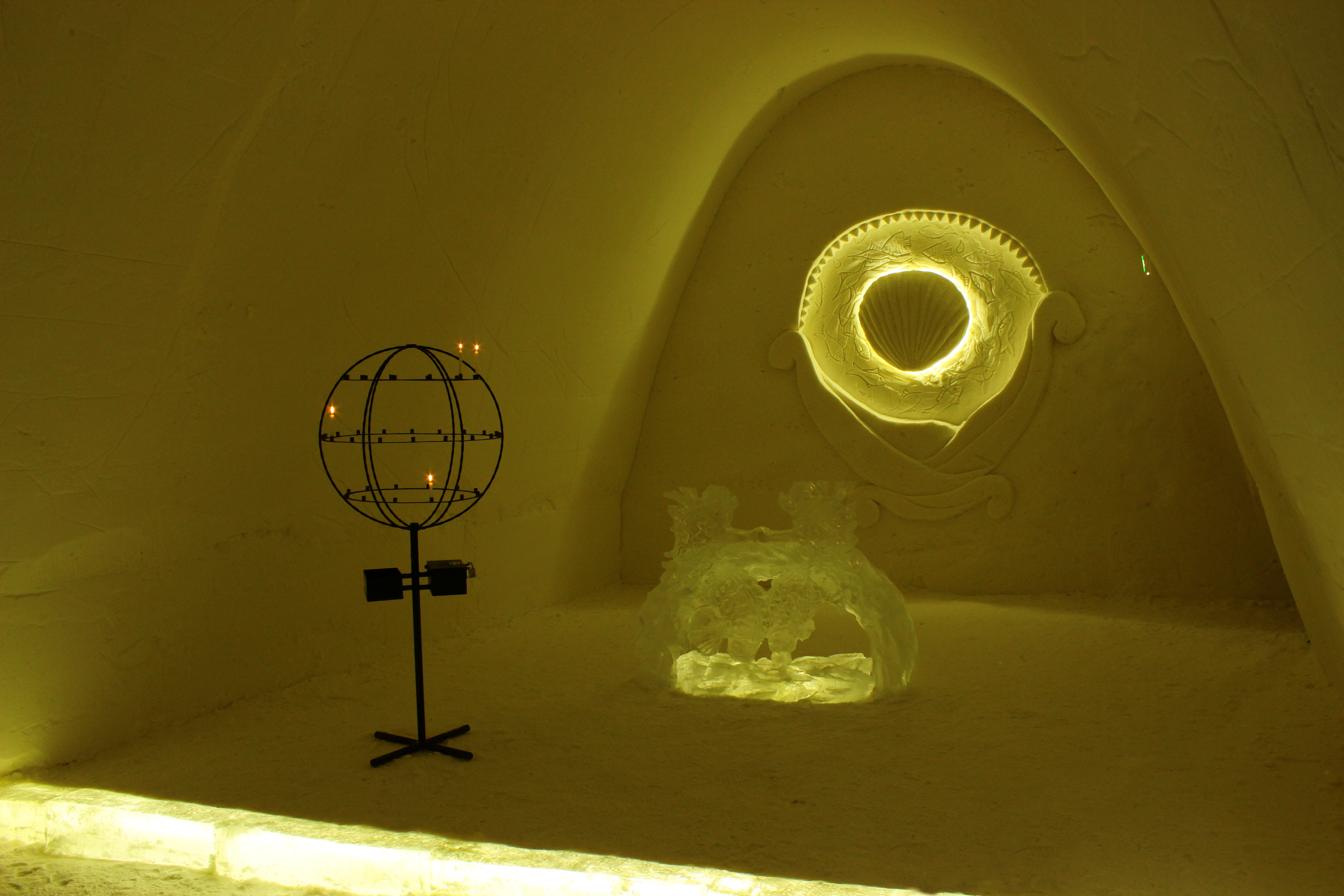
Отель в 2014